# 1695

## Esdeveniments
Països Catalans
Resta del món
- Guerra entre Rússia i Turquia.
- Impost sobre la finestra a Anglaterra, que fa que nombrosos botiguers les tapiïn.

## Naixements
Països Catalans
Resta del món
- 11 de febrer, Nancy: Françoise de Graffigny, novel·lista, dramaturga i salonnière francesa (m. 1758).[1]
- 26 d'agost, Estrasburg: Marie-Anne-Catherine Quinault, actriu francesa del teatre barroc i compositora.[2]

## Necrològiques
Països Catalans
Resta del món
- 13 d'abril - Jean de La Fontaine.
- 17 d'abril - Ciutat de Mèxic: Sor Juana Inés de la Cruz, religiosa jerònima i escriptora mexicana (n. 1651).[3]
- 8 de juliol - l'Haia, Països Baixos: Christiaan Huygens, matemàtic, físic i astrònom neerlandès (n. 1629).[4]
- 21 de novembre - Henry Purcell, compositor anglès.